# شهروني (زيلايي)
شهروني (بالفارسية: شهرونی) هي قرية تقع في إيران في قسم زیلایی الريفي.